# قلب‌های آهنین ۴
قلب‌های آهنین ۴ (به انگلیسی: Hearts of Iron IV) یک بازی ویدئویی در سبک استراتژیک است که توسط شرکت پارادوکس دولوپمنت استودیو توسعه یافته و در تاریخ ۶ ژوئن ۲۰۱۶ منتشر شد. این بازی چهارمین عنوان از مجموعه بازی‌های «قلب‌های آهنین» محسوب می‌شود که نخستین نسخهٔ آن در سال ۲۰۰۲ عرضه شد و تمرکز اصلی آن بر نبردها و تحولات سیاسی نظامی جنگ جهانی دوم است.
این عنوان دنباله‌ای بر بازی Hearts of Iron III به‌شمار می‌رود و وقایع آن در بستر تاریخی جنگ جهانی دوم روایت می‌شود. Hearts of Iron IV هم‌زمان با هفتاد و دومین سالگرد عملیات نرماندی (۶ ژوئن ۱۹۴۴) عرضه شد.
بازیکنان در این بازی می‌توانند رهبری هر کشور موجود در سال‌های ۱۹۳۶ یا ۱۹۳۹ را برعهده گرفته و مسیر سیاسی، نظامی و اقتصادی آن را در جریان جنگ هدایت کنند. بسته به تصمیمات بازیکنان، کشور انتخابی می‌تواند به یکی از بلوک‌های متفقین، محور (متحدین) یا کومینترن بپیوندد یا حتی مسیر مستقل خود را طی کنند.
تاکنون بیش از دوازده بستهٔ الحاقی (DLC) برای این بازی منتشر شده که هر یک امکانات، کشورها، درخت‌های تمرکز و ویژگی‌های جدیدی را به بازی اضافه کرده‌است که شامل موارد زیر می‌باشد:
- Together for Victory
- Death or Dishonor
- Waking the Tiger
- Man the Guns
- La Résistance
- Battle For The Bospours
- No Step Back
- By Blood Alone
- Arms Against Tyranny
- Trial of Allegiance
- Götterdämmerung
- Graveyard of Empires

| ۲۰۱۶ | Together for Victory    |
| ۲۰۱۷ | Death or Dishonor       |
| ۲۰۱۸ | Waking the Tiger        |
| ۲۰۱۹ | Man the Guns            |
| ۲۰۲۰ | La Résistance           |
| ۲۰۲۰ | Battle for the Bosporus |
| ۲۰۲۱ | No Step Back            |
| ۲۰۲۲ | By Blood Alone          |
| ۲۰۲۳ | Arms Against Tyranny    |
| ۲۰۲۴ | Trial of Allegiance     |
| ۲۰۲۴ | Götterdämmerung         |
| ۲۰۲۵ | Graveyard of Empires    |

## گیم پلی
قلب‌های آهنین ۴ یک بازی راهبرد کلان جنگی است که حول محور جنگ جهانی دوم می‌گردد. بازیکن باید به عنوان هر کشوری در ۱۹۳۶ یا ۱۹۳۹ می‌تواند به صورت تک نفره یا چند نفره بازی کند، هرچند بازی بیشتر از سال ۱۹۵۰ نمی‌تواند پیش برود. ارتش یک کشور میان نیروی ناوی، نیروی هوای و نیروی زمینی تقسیم می‌شود. برای نیروهای زمینی، بازیکن باید لشکرهایی از پیاده‌نظام، تانک و دیگر یگان‌ها را طراحی و دستوردهی کند. این لشکرها به منابع انسانی و لوازم مورد نیاز احتیاج دارند که بتوانند درست پیش روی کنند. نیروهای دریایی و هوایی نیز به منابع انسانی و تجهیزات نیاز دارند، که شامل خود کشتی‌ها و هواپیماهای جنگی نیز می‌شود. تجهیزات به دست کارخانه‌های نظامی ساخته می‌شود. کشتی‌ها نیز در کارخانه‌های کشتی سازی تولید می‌شوند. همین کارخانه‌های نظامی و کشتی سازی، توسط کارخانه‌های غیرنظامی ساخته می‌شود که همچنین، ساختمان‌های دیگری نیز می‌سازد، کالای نهایی تولید می‌کنند و با کشورهای دیگر بازرگانی و تجارت می‌کنند. بیشتر کشورها مجبور به اختصاص دادن فضایی برای کارخانه‌های غیرنظامی خود هستند که کالاهای نهایی تولید کنند اما به مرور زمان که نیروهای کشور مجهز می‌شوند، کارخانه‌های بیشتری برای کارهای دیگر آزاد می‌شوند. مجهز کردن نیروها یک «سیاست» درون بازی است که بازیکن که با اندازه کافی «قدرت سیاسی»، یک منبع که برای انتخاب کردن وزیر و دیگر سران دولت نیز استفاده می‌شود. به غیر از مجهز کردن نیروها سیاست‌های دیگری نیز در بازی هستند.
زمین در این بازی، به منطقه‌های کوچکی به نام «استان» تقسیم می‌شوند، که در کنار یک دیگر یک ایالت را تشکیل می‌دهند. هر ایالت یک مقدار خاصی ساختمان، کارخانه و ۱۰ جا برای زیرساخت دارند. دریاها و اقیانوس‌های اصلی همچنین به مناطق مختلفی تقسیم شده‌اند. هر استان یک نوع ناهمواری خاصی دارد که نشان می‌دهد یگان‌ها چگونه در آن استان عمل می‌کنند. لشکرها در استان‌ها جایگذاری می‌شوند و می‌توانند به لشکرهای دشمن در استان بقلی حمله کنند. خوب عمل کردن لشکرها به چندین عامل بستگی دارد: کیفیت تجهیزاتشان، آب و هوا، نوع ناهمواری استان، ویژگی‌های فرمانده ای که لشکر را رهبری می‌کند و روحیه هر دو طرف. تکنولوژی‌ها می‌توانند برای بهتر کردن تجهیزات و دکترین نظامی استفاده شود، و برای چیزهای دیگر نیز استفاده می‌شود. کشوری که از لحاظ تکنولوژی برتر باشد شانس برنده شدن بیشتری در نبرده‌ها دارد. اگر یک لشکر، بر لشکر دشمن غلبه کند، آنها می‌توانند استانی که لشکر دشمن در آن بود را اشغال کنند. برخی استان‌ها امتیاز پیروزی دارند، که هرچه بیشتر آنها گرفته شوند کشور را سمت تسلیم شدن می‌برد. جلوتر در بازی، اگر کشوری به فناوری بمب اتم دست پیدا کرده باشد، از آن می‌تواند برای ویران کردن کشور دشمن استفاده کند.